# Iowa Corn Indy 250
Iowa Corn Indy 250 — этап IRL IndyCar на трассе Iowa Speedway в городе Ньютон, США.
Дебютное соревнование прошло в 2007 году.

## История

### Доиндикаровский период гонок
Первая гонка чампкаров прошла в Айове 19 июля 1915. AAA провела 100-мильную гонку на ярмарочной площади в Берлингтоне. Победу в ней одержал Боб Бёрман.
Также AAA проводила гонки на Des Moines Speedway in Уэлли-Джанкшен, на одномильном треке. Там прошли 2 гонки. Вскоре после ухода оттуда серии AAA трасса была закрыта и демонтирована.

### Дебютная гонка
Тренировка в пятницу была сокращена из-за грозы. Несмотря на длину трека всего в 7/8 мили пилоты умудрялись развивать скорости свыше 290 км/ч (как на суперспидвеях). Также выяснилось, что латтеральные нагрузки на пилота по ходу гонки могут достигать 4,8 g. Предполагалось, что трасса будет способствовать большому числу обгонов, но позже выяснилось, что это предположение было далеко от истины.
Дебютный поул выиграл Скотт Диксон. проехав лучший круг со скоростью 182.360 м/ч.
Первые 100 кругов самой гонки запомнились большим количеством аварий. В общей сложности в них поучаствовало 7 машин. Наиболее крупной аварией был ознаменован рестарт на 100-м круге, когда на передней прямой 4 машины пытались пройти в один ряд — в аварии пострадали Даника Патрик Сэм Хорниш-младший, Эй-Джей Фойт IV и Косукэ Мацуура. Многие пилоты провели гонку на жёстких шинах из-за непривычно прохладной для этих мест погоды. Обладатель поула уже со старта испытывал проблемы и, в итоге, сошёл — в классификации, однако, новозеландец был десятым. На финише за победу боролись два партнёра по Andretti-Green Racing — Дарио Франкитти и Марко Андретти. В решающий момент проворней был шотландец.

### Дальнейшая история
Andretti-Green Racing и в дальнейшем выступали здесь неплохо — в 2008 году Хидэки Муто и Марко Андретти пустили вперёд только Дэна Уэлдона; в 2009-м тот же Муто финиширует здесь третьим, а в 2010-м здесь побеждает Тони Канаан.
Среди пилотов наиболее удачливым на этом этапе является Дарио Франкитти, выигравший здесь по гонке в свои чемпионские сезоны. Среди команд неоспоримо лидерство Andretti Autosport и Chip Ganassi Racing, поровну поделивших все победы в Ньютоне. В 2007—2009 годах гонку выигрывали исключительно британцы.
Победа здесь в 2008 году стала последней для Дэна Уэлдона за Chip Ganassi Racing. Та гонка также стала самой популярной (по числу участников заезда) — на старт вышло сразу 26 машин. Гонка также была самой скоротечной — от стартовой до финишной отсечки победитель добрался менее чем за 99 минут.

## Победители прошлых лет

### Этапы IRL IndyCar
| Сезон              | Дата               | Победитель         | Шасси              | Двигатель          | Команда               | Отчёт              |
| Период IRL IndyCar | Период IRL IndyCar | Период IRL IndyCar | Период IRL IndyCar | Период IRL IndyCar | Период IRL IndyCar    | Период IRL IndyCar |
| ------------------ | ------------------ | ------------------ | ------------------ | ------------------ | --------------------- | ------------------ |
| 2007               | 24 июня            | Дарио Франкитти    | Dallara            | Honda              | Andretti Green Racing | Отчёт              |
| 2008               | 22 июня            | Дэн Уэлдон         | Dallara            | Honda              | Chip Ganassi Racing   | Отчёт              |
| 2009               | 21 июня            | Дарио Франкитти    | Dallara            | Honda              | Chip Ganassi Racing   | Отчёт              |
| 2010               | 20 июня            | Тони Канаан        | Dallara            | Honda              | Andretti Autosport    | Отчёт              |

### Этапы чемпионата Firestone Indy Lights
| Сезон                              | Дата                               | Победитель                         | Команда                            |
| Период серии Firestone Indy Lights | Период серии Firestone Indy Lights | Период серии Firestone Indy Lights | Период серии Firestone Indy Lights |
| ---------------------------------- | ---------------------------------- | ---------------------------------- | ---------------------------------- |
| 2007                               | 23 июня                            | Алекс Ллойд                        | Sam Schmidt Motorsports            |
| 2008                               | 21 июня                            | Диллон Баттистини                  | Panther Racing                     |
| 2009                               | 20 июня                            | Ана Беатрис                        | Sam Schmidt Motorsports            |
| 2010                               | 19 июня                            | Себастьян Сааведра                 | Bryan Herta Autosport              |